# Ingeborg Refling-Hagen
Pour les articles homonymes, voir Ingeborg.
Ingeborg Refling-Hagen  est une romancière et poétesse norvégienne, né à Tangen près de Mjøsa le 19 décembre 1895 et décédée le 30 octobre 1989 dans sa maison natale à Tangen i Stange. Admiratrice inconditionnelle de l'œuvre de Hans Kinck et de Henrik Wergeland, cette femme de lettres originaire du Hedmark a longtemps au cours de l'entre-deux-guerres animé un cercle littéraire et artistique, nommé Ekebergkoloni, principalement dévoué à ces deux maîtres écrivains du dano-norvégien, et aux courants néoromantiques et du romantisme national qu'ils ont marqués de leurs empreintes.
Quatrième enfant d'un meunier mort prématurément et d'une mère austère et religieuse, elle connait la détresse sociale de sa famille et y échappe par un rude labeur et la domesticité à l'étranger. Cette enseignante célibataire qui, comme une autre de ses sœurs, ne se maria ni n'eut d'enfant, est devenue une auteure norvégienne progressivement reconnue à partir de milieu des années 1920.

## Une vie consacrée à la littérature
Ingeborg débute en littérature avec un récit sur l'Hedmark d'autrefois, Quand la rivière change de lit, publié en 1920. Mais si la jeune écrivaine saluée par Hans Kinck reste peu connue hors du cercle de ses familiers, elle poursuit en 1922 avec Loke sème de l'avoine, un roman sur la malédiction de la pauvreté, porté par un dévoilement grotesque, qui introduit en prime la mystique macabre dans la littérature norvégienne. Mort sans vengeance en 1924 puis Présage de combat précipitent les images d'épouvantes. Glåna rédigé sur un ton de légende montre sa maturité de l'écriture. L'ensemble des récits captivants et oppressants, aux figures vives, n'est pas sans évoquer l'atmosphère pictural d'un Edward Munch.
La prose rythmique de l'écrivaine est très influencée par Hans Ernst Kinck, dont elle ne cache nullement être l'émule et l'amie. Adepte d'une ardeur intense, les thèmes des deux écrivains se rejoignent : angoisse, mystère de ténèbres, apparitions... Avec l'écrivain prématurément vieilli après la mort de sa femme et miné par la maladie, elle partage une semblable imagination visionnaire de néo-romantique et une passion des vieilles légendes. 
L'animation des cercles littéraires, sa défense de l'œuvre de Kinck et sa promotion incessante de Wergeland n'épuisent ni son énergie ni sa fougue créatrice. Après 1929, elle s'intéresse à la culture populaire et publie des récits et des chansons populaires. Lorsqu'elle reprend en 1930 le chemin de l'écriture sous l'influence post-mortem de son autre maître fétiche, Henrik Wergeland, Propos au crépuscule et surtout son opus introduit en prose et en vers dans l'inimitable style d'un message fourre-tout si wergelandien, Commérages l'élèvent au rang d'une sybille nationale.    
Elle dévoile dès 1932 un lyrisme kinckien dans le recueil de poèmes, Je veux rentrer dans mon pays, brossant une atmosphère lumineuse et irridiant des émotions simples. Elle confirme son talent poétique avec Samedi soir, sur le thème de l'angoisse, sentiment familier de son premier art d'écriture.
Plus d'une décennie après la mort de Hans Kinck, elle éprouve le besoin de peindre le fantastique et la réalité en une grande fresque à tendance sociale et religieuse. La trilogie en prose ambitieuse Trois jours et trois nuits dans la grande forêt, à la fois conçue en hommage à ses maîtres fétiches et pour s'affirmer à l'évidence comme une auteure majeure du roman qui ne se conçoit pas alors en Norvège sans pavés de lecture, débute avec Le cocher en 1937. 
Au sortir des épreuves de la Guerre, ancienne résistante déportée vers les camps nazis, Ingeborg Refling-Hagen demeure captivée par la puissance de l'esprit humain dans le dénuement et son infinie capacité d'élévation. Elle se change en narratrice de son enfance entre 1948 et 1953. Cette croyante inébranlable mue par une volonté de communiquer la chaleur de son idéalisme effectue à sa manière la reconstruction mentale de sa nation dévasté par la haine et la violence, auprès du premier public qui compte à ses yeux, celui des enfants grands et petits. Les petits enfants d'Ingeborg sont un peu tous les Norvégiens qui l'ont lue.

## Œuvres: court aperçu
Récits ou romans :
- Quand la rivière change de lit, 1920.
- Loke sème de l'avoine, 1922.
- Mort sans vengeance, 1923.
- Présage de combat, traduction de Valversel, 1924.
- Glåna, 1925.
- Nouveau marié, 1927.
- D'une ère à l'autre, 1928.
- Propos au crépuscule, 1930.
- Commérages, traduction de Har du hört det?, 1931.
- Trois jours et trois nuits dans la grande forêt, trilogie en prose, traduction de Tre doegn paa stroskogen (1937-1939).

Œuvres sur son enfance (1948-1953) : Nous devons nous débrouiller, Je poserai mon fardeau et je frapperai, La première du matin, Je l'ai vu...
Poésies :
- Je veux rentrer dans mon pays, traduction de Jeg will hematt, 1932.
- Soir de Samedi ou Samedi soir, traduction de Lördagskveld, 1933.